# 10 de setembre
El 10 de setembre és el dos-cents cinquanta-tresè dia de l'any del calendari gregorià i el dos-cents cinquanta-quatrè en els anys de traspàs. Queden 112 dies per finalitzar l'any.

## Esdeveniments
Països Catalans
- 1229 - Inici de la Conquesta de Mallorca per les tropes de Jaume I amb el desembarcament a Santa Ponça.
- 1640 - Guerra dels Segadors: es reuneix la Junta de Braços del Principat de Catalunya, començant a aprovar una sèrie de mesures revolucionàries que portaran a l'establiment de la República Catalana.
- 1713- Victòria catalana al convent de Santa Madrona en el marc del Setge de Barcelona durant la Guerra dels Catalans.
- 1836 - Prats de Lluçanès (el Lluçanès, Osona): els liberals van guanyar la batalla de Prats de Lluçanès en el context de la Primera Guerra Carlina.
- 1893 - Sitges: Celebració de la Segona Festa Modernista, al Casino Prado, dedicada al teatre i a la música simbolistes.[1]
- 1970 - Trofeu Taronja - Merchina Peris marca el primer gol d'equip de futbol femení al Camp de Mestalla.
- 1983 - Primera emissió de TV3.
- 2008 - Televisió de Catalunya duu a terme la "Nit blanca de TV3" per commemorar el 25è aniversari de la televisió.

Resta del món
- 1721 - Uusikaupunki (Finlàndia): Suècia i Rússia van signar el Tractat de Nystad en el que el primer estat va cedir al segon parts de Vyborg, Kexholm, Íngria, Estònia i Livonià a Rússia en el context de la Gran Guerra del Nord.
- 1952 - Alemanya acorda amb Israel un rescabalament de 3.000 milions de marcs com a reparació pel nazisme.[2]
- 1974 - Guinea Bissau assoleix la independència de Portugal.
- 2005 - Dia de la llibertat del programari per primer cop a Catalunya.
- 2015 - Es descriu l'Homo naledi, homínid de 2,5 milions d'anys descobert a la cova Dinaledi (Sud-àfrica) en 2013.

## Naixements
Països Catalans
- 1877 - Sueca, Ribera Baixa: Nicolau-Primitiu Gómez i Serrano, historiador i empresari valencià (m. 1971).
- 1852 - Tarragona: Josep Yxart i de Moragas, crític literari català.
- 1889 - Maó, Menorca: Margarida Orfila Tudurí, compositora, pianista i professora de música (m. 1970).[3]
- 1891 - Súria (Bages): Josep Rosas i Vilaseca, sindicalista sabadellenc.
- 1894 - Dénia, Marina Alta: Maria Hervás Moncho, metgessa valenciana pionera (m. 1963).[4]
- 1920 - Barcelona: Miquel Arimany i Coma, escriptor i editor català.[5]
- 1934 - Sabadell: Feliu Formosa i Torres, escriptor i director escènic català.[6]
- 1940 - 
  - Barcelona: Joaquim Soler i Ferret, escriptor i crític literari català, membre del col·lectiu Ofèlia Dracs.
  - Alacant: Cecilia Bartolomé, directora de cinema, guionista i productora valenciana.[7]
- 1946 - Girona: Josep Casadevall, advocat andorrà president de la secció tercera del Tribunal Europeu de Drets Humans.
- 1957 - Girona: Sílvia Manzana i Martínez, escriptora catalana.[8]
- 1966 - Rellinars, Vallès Occidental: Jordi Tarrés i Sánchez, ex-pilot català de trial
- 1979 - Barcelona: Laia Palau Altés, jugadora catalana de bàsquet.[9]

Resta del món
- 1447 - Reggio de l'Emília: Paolo de San Leocadio, pintor renaixentista italià d'origen i valencià d'adopció considerat com un dels primers pintors que va portar el Quattrocento a la península Ibèrica (m. ca 1520).[10]
- 1565 - Caltagirone (Regne de Sicília): Nicolò Longobardo, jesuíta italià, missioner a la Xina (m. 1655).[11]
- 1751 - Cento, Emília-Romanya: Bartolomeo Campagnoli, violinista i compositor italià (m. 1827).[12]
- 1753 - John Soane, arquitecte anglès que despuntà en l'estil neoclàssic (m. 1837).[13]
- 1835 - North Killingly, Connecticut, EUA: William Torrey Harris, filòsof que desenvolupà una classificació del coneixement que fou la base de la de Classificació Decimal de Dewey (m. 1909).
- 1890 - Roma: Elsa Schiaparelli, dissenyadora italiana que va dirigir una casa de moda a París (m. 1973).[14]
- 1892 - Wooster, Ohio (EUA):Arthur Holly Compton,físic estatunidenc, Premi Nobel de Física de 1927 (m. 1962).
- 1907 - Brisbane: Dorothy Hill, geòloga i paleontòloga australiana, primera presidenta de l'Acadèmia Australiana de Ciències (m. 1997).[15]
- 1914 - Winchester (Indiana), Estats Units: Robert Wise, director, productor, escenògraf i muntador estatunidenc.
- 1928 - Ginebra (Suïssa): Jean Vanier, fílosog i teòleg canadenc, creador de les Comunitats de l'Arca (m. 2019).
- 1935 - Maple Heights, Ohio: Mary Oliver, poeta estatunidenca (m. 2019).[16]
- 1946 - Villeneuve-le-Roi, França: Michèle Alliot-Marie, política francesa que fou ministra d'Afers Exteriors de França.[17]
- 1957 - Krasnoiarsk, Sibèria, URSS: Andreï Makine, escriptor francès d'origen rus. Premi Goncourt de l'any 1995 i membre de l'Acadèmia Francesa des de 2016.[18]
- 1960 - 
  - Lock Haven, Pennsilvània, Estats Units: Alison Bechdel, autora de còmics estatunidenca.[19]
  - Grayshott, Hampshire, Anglaterra: Colin Firth, actor de cine i teatre anglès.
- 1961 - Ourense, Galícia, Espanya: Alberto Núñez Feijóo, polític gallec del Partit Popular, i president de la Xunta de Galícia.
- 1969 - Madrid: David Trueba, periodista, escriptor, director de cinema i col·laborador de premsa espanyol.

## Necrològiques
Països Catalans
- 1961 - Olot: Concepció Carreras i Pau, poetessa, compositora i professora de música catalana (m. 1961).[20]
- 1973 - Barcelona: Ramon Muntanyola i Llorach, prevere i poeta català.
- 2000 - Abadia de Montserrat: Maur Maria Boix i Selva, Monjo de Montserrat, director de la revista Serra d'Or i responsable de les Publicacions de l'Abadia de Montserrat.
- 2022 - Balaguer: Josep Maria Morell i Bitrià, xef i gastrònom català (n. 1944).

Resta del món
- 1167 - Rouen: Matilde d'Anglaterra, hereva legítima i reclamant al tron anglès.[21]
- 1591 - Florència: Lorenza Strozzi, compositora, escriptora i religiosa dominica, italiana.[22]
- 1749 - Lunéville, Regne de França: Émilie du Châtelet, matemàtica, física i escriptora francesa (n. 1706).[23]
- 1797 - Londres: Mary Wollstonecraft, activista, filòsofa i escriptora, precursora de la filosofia feminista (n. 1759).[24]
- 1898 - Ginebra (Suïssa): Isabel de Wittelsbach o Elisabet de Baviera, coneguda com a Sissi, emperadriu d'Àustria-Hongria, assassinada per l'anarquista italià Luigi Lucheni.[25]
- 1975 - Cambridge (Anglaterra): George Paget Thomson, físic anglès, Premi Nobel de Física de 1937 (n. 1892).
- 1983 - Zúric (Suïssa): Felix Bloch, físic nord-americà d'origen suís, Premi Nobel de Física de 1952 (n. 1905).
- 1999 - Madrid: Alfredo Kraus, tenor espanyol (n. 1927).
- 2007 - Palm Springs (Califòrnia), Estats Units: Jane Wyman, actriu i directora estatunidenca.
- 2011 - Nova York (EUA): Cliff Robertson, actor, guionista, director i productor estatunidenc.
- 2012 - Santiago de Xile: Raquel Correa, periodista xilena (n. 1934).[26]
- 2014 - Santander: Emilio Botín, banquer, propietari i president del Banco Santanter.
- 2015 - Bremgarten bei Bern (Suïssa): Adrian Frutiger, dissenyador tipogràfic suís (n. 1928).
- 2016 - Berlín: Jutta Limbach, jurista i política alemanya (n. 1934).[27]
- 2017 - 
  - Kabul, Afganistan: Nancy Dupree, directora del Centre de l'Afganistan a la Universitat de Kabul a Afganistan.
  - Atenes, Grècia: Grigórios Varfis, polític grec, ministre al seu país així com membre de la Comissió Delors I entre 1985 i 1989.
  - Los Angeles, Califòrnia, Estats Units: Len Wein, guionista de còmics novaiorqués.
- 2023 - Hampton Lucy: Ian Wilmut, biòleg britànic (n. 1944).

## Festes i commemoracions
- Santoral: sants Nemesi d'Alexandria, màrtir; Pulquèria, emperadriu; Salvi d'Albi, bisbe; Teodard de Tongres, bisbe; Nicolau de Tolentino, frare; beats Lluís Eixarc i Bertran, Jacint Orfanell, Domènec Castellet, dominics màrtirs.
- Diada Nacional de Gibraltar, dia que commemora el primer referèndum sobre la sobirania de Gibraltar del 1967.